# Henicorhina leucophrys
Henicorhina leucophrys là một loài chim trong họ Troglodytidae.